# Diócesis de Cornualles
La diócesis de Cornualles o de Saint German’s (en latín: Dioecesis Cornubiensis y en inglés: Diocese of Cornwall) fue una circunscripción eclesiástica de la Iglesia católica en el Reino Unido. Se trataba de una diócesis latina, sufragánea de la arquidiócesis de Canterbury. Fue suprimida circa 1040 y restaurada como diócesis titular en 1969 con el nombre de Sanctus Germanus o Saint German’s. Desde el 31 de marzo de 2014 su obispo titular es Nicholas Gilbert Hudson.

## Territorio y organización
La diócesis extendía su jurisdicción sobre los fieles católicos de rito latino residentes en Cornualles en Inglaterra.
La sede de la diócesis se encontraba en el priorato de St Germans, en donde se hallaba la Catedral de San Germán, que desde la Reforma anglicana es una parroquia que pertenece a la Iglesia de Inglaterra.

## Historia
Los orígenes del cristianismo en Cornualles son inciertos. El primer testimonio de cristianos en esta región se remonta a finales del siglo IV: durante el Concilio de Burdeos de 384, dos obispos, Instancio y Tiberiano, fueron condenados por herejía y exiliados a la isla llamada Sylinancim, identificada con las islas Sorlingas.
A principios del siglo X esta región se dividió en dos diócesis, separando su territorio de la diócesis de Sherborne: la diócesis de Devon, con sede primero en Tawton y luego en Crediton; y la diócesis de Cornualles, con sede en St Germans.
El primer testimonio de un obispo de Cornualles data del siglo IX, con Kenstec. En el manuscrito conocido como Canterbury Professions, su nombre aparece entre quienes firmaron el acta de sumisión a los arzobispos de Canterbury entre 833 y 870. La sede de Kenstec se encontraba en el monasterio de Dinuurrin, un lugar identificado con Bodmin.
La diócesis se conoce posteriormente con el nombre de Saint German’s (Sanctus Germanus), un monasterio que lleva el nombre del obispo francés san Germán de Auxerre. El primer obispo conocido que ostenta este título es Conan, atestiguado entre 931 y 937.
Hacia 1040, tras la muerte del último obispo de Cornualles, Burhweald (o Brihtwold), la sede documentada por última vez en 1019 se unió a Devon, bajo el obispo Lyfing, quien fue designado para la sede de Devon en 1027. Hacia 1050, el obispo de Devon y Cornualles, Leofric, con la aprobación del papa León IX y el rey Eduardo el Confesor, trasladó la sede episcopal de Crediton a Exeter (diócesis de Exeter), ciudad que ofrecía mayores garantías de protección. En presencia del rey, Leofric fue entronizado solemnemente en su nueva catedral, la iglesia de San Pedro, anteriormente un monasterio.

### Diócesis titular
Desde 1969 Cornualles figura entre las sedes episcopales titulares de la Iglesia católica como diócesis de Sanctus Germanus o de Saint German’s. Desde el 31 de marzo de 2014 su obispo titular es Nicholas Gilbert Hudson, obispo auxiliar de la arquidiócesis de Westminster.

## Episcopologio

### Obispos anglosajones
- Kenstec † (atestiguado entre 833 y 870)[6]
- Conan † (documentado de 924/931 al 937/939)[7]
- Daniel † (documentado de 955 al 961/963)[8]
- Wulsige (o Wulsige Comoere) † (documentado de 963 al 981)[9]
- Ealdred † (documentado de 989 al 1002)[10]
- Aethelsige? † (documentado de 1009 al 1012)[11]
- Burhweald (o Brihtwold) † (documentado de 1012 al 1019)[12]
  - Sede unida a Devon

### Obispos titulares
- Pierre-Marie Théas † (12 de febrero de 1970-10 de diciembre de 1970 renunció)
- James Joseph McGuinness † (2 de febrero de 1972-31 octubre de 1974 sucedió al obispo de Nottingham)
- Joseph Peter O'Connell † (24 de enero de 1976-27 de abril de 2013 falleció)
- Nicholas Gilbert Hudson, desde el 31 de marzo de 2014